# روزويل ويستون
روزويل ويستون هو قاضي وسياسي أمريكي، ولد في 24 فبراير 1774، وتوفي في 18 أغسطس 1861. انتخب عضو جمعية ولاية نيويورك ‏.